# Écocide
Un écocide est la destruction ou l'endommagement irrémédiable d'un écosystème par un facteur anthropique, notamment par un processus d'écophagie, qui traduit la surexploitation de cet écosystème, intentionnelle ou non. Par exemple, les marées noires, la déforestation des forêts tropicales, l'assèchement de la mer d'Aral dû au prélèvement excessif de l'eau des fleuves qui l'alimentent, sont parfois qualifiés d'écocide ou de « suicide écologique ». Ce néologisme est construit à partir des racines éco- (du grec ancien οἶκος / oîkos, « maison ») et -cide (du latin caedere, « tuer, abattre ») et signifie littéralement « abattre [notre] maison ».
Le concept de crime d'écocide est débattu depuis 1947 au sein de la Commission du droit international pour préparer le Code des crimes contre la paix et la sécurité de l'humanité. Dans les années 1970, il a aussi été proposé d'inclure le crime d'écocide dans la Convention sur le génocide de 1948. Mais il a été retiré en 1995 du projet de Code et donc n'a pas été inclus au Statut de Rome. Depuis la fin des années 1990, diverses tentatives ont visé à le réintégrer dans le droit international en proposant soit un amendement au statut de la Cour pénale internationale pour lui permettre d'élargir ses compétences, soit de l'adopter dans des directives européennes, soit de créer de nouvelles juridictions officielles comme le projet de Cour pénale de l'environnement[réf. souhaitée], ou par d'autres juridictions, type tribunal moral Russell par exemple.

## Notion écologique d'écocide
Plusieurs exemples historiques témoignent d'interventions humaines ayant abouti à la destruction de grands écosystèmes, comme l'assèchement de la mer d'Aral ou la destruction des forêts du Viêt Nam ou du Cambodge.

### Assèchement de la mer d'Aral

Assèchement progressif de la mer d'Aral.

Recevant les eaux de deux fleuves, l'Amou-Daria et le Syr-Daria, la mer d'Aral s'est progressivement asséchée depuis les années 1970. Le débit de ces deux fleuves a considérablement diminué (90 % pour le Syr-Daria), à cause des prélèvements excessifs faits par les républiques d'Asie centrale, commencés dès 1920 et intensifiés par la suite. L'Ouzbékistan irrigue ses cultures de coton, le Kazakhstan entretient des rizières en plein désert.
Les débits cumulés en année normale des deux fleuves sont passés de 60 km³/an dans les années 1950, à 1,3 km³/an en 1986.
En 2005, le niveau de la mer d'Aral a baissé de 22 m depuis 1960, elle a perdu 60 % de sa surface et les côtes ont reculé de plus de 80 km.
Cet assèchement a de multiples conséquences néfastes :
- la diminution de l'évaporation rend le climat de la région plus sec, en diminuant la quantité de précipitations ;
- les vastes fonds marins laissés à nu sont balayés par les vents qui emportent le sel au loin et stérilisent de vastes étendues de terres cultivables ; ces tempêtes de sable, qui vont jusqu'au Pamir, provoquent des anémies (80 % des femmes enceintes), des cancers de l'estomac et des tuberculoses (20 fois les taux de l'ex-URSS) ;
- l'augmentation de la salinité (passée de 9 à 49 g par litre en moyenne, avec des pointes à 85 g, contre 30 à 35 pour les autres mers) de l'eau tue les poissons, ce qui a supprimé toute pêche ; seule une sole mutante a survécu ;
- le recul de la mer combiné à la baisse des précipitations provoque la régression des nappes phréatiques, dont certaines sont devenues saumâtres.

### Utilisation de l'agent orange pendant la guerre du Vietnam
Pendant la guerre du Vietnam, l'armée américaine a utilisé un puissant herbicide et défoliant appelé agent orange dans le but de détruire les forêts servant de refuge aux combattants. ennemis ainsi que leurs récoltes. Quarante ans après, cet herbicide est toujours responsable de la naissance d'enfants anormaux, parfois même sans membres. Selon un rapport de l'UNESCO, il a aussi détruit deux millions d'hectares de forêts et 500 000 hectares de mangrove, soit 20 % de l'ensemble des forêts sud-vietnamiennes, ainsi que 400 000 hectares de terres agricoles : il s'agit en volume du plus important emploi d'armement chimique recensé[réf. nécessaire].
Arthur Galston (en), biologiste et éthicien, est crédité du premier usage du terme d’« écocide », en 1970, au sujet de l'usage de l'agent orange au Viêt Nam,. Cette même année, lors d’une conférence sur la guerre et la responsabilité nationale à Washington, il propose « un nouveau traité international pour interdire l’écocide », défini comme « la destruction intentionnelle et permanente de l’environnement dans lequel un peuple peut vivre de la façon qu’il a choisie », estimant qu'il devrait être considéré comme un crime contre l’humanité.

## Tentatives pour criminaliser l'écocide
Face aux désordres climatiques qui s'accélèrent et à la mise en cause des écosystèmes, plusieurs ONG ont jugé urgent de développer le droit international dans le domaine de l'environnement et de mettre en place des juridictions climatiques mondiales pour faire appliquer les mêmes règles partout sur la planète. De tels progrès de la gouvernance mondiale sont possibles et prolongent le mouvement qui a vu la naissance de l'ONU en 1945, puis de la Cour pénale internationale dont le statut a été adopté à Rome en 1998 et est entré en vigueur en 2002. Il est à noter que l'article 358 du code pénal de la fédération de Russie punit expressément l'écocide d'une peine de 12 à 20 ans d'emprisonnement.

### MouvementEradicating ecocide
Depuis sa mise en place, la Cour pénale internationale (CPI) peut d'ores et déjà juger quatre formes de crimes (Crime de génocide, crime contre l'humanité, crime de guerre et crime d'agression, Statut de la CPI, art. 5-8bis) crimes contre l'humanité, mais elle n'incrimine pas encore les atteintes à l'environnement. Un mouvement a été initié par Polly Higgins pour permettre de compléter ce manque en jugeant et condamnant des personnes dont la responsabilité en tant qu'acteurs directs ou en tant que supérieurs hiérarchiques est engagée dans un crime qualifié d'écocide. En avril 2010, le mouvement "Eradicating ecocide" vise à conférer aux crimes contre l'environnement le statut de cinquième crime relevant de la compétence de la CPI .

### Initiative communautaire européenneEnd ecocide
Le 21 janvier 2013 en Europe, une initiative citoyenne européenne a été lancée afin de demander l'adoption d'une directive criminalisant l'écocide et visant pénalement les personnes physiques, décideurs et dirigeants, dont les actes porteraient atteinte à l’environnement et aux populations qui en dépendent. Ce projet de « directive Ecocide » visait à faire reconnaître la responsabilité de personnes physiques selon le principe de supériorité hiérarchique, quelles qu’elles soient, même si les actes ont été commis sans intention, et aurait ainsi empêché toute impunité. Chefs de gouvernement et PDG pouvaient ainsi être concernés. Ce projet visait également à reconnaître la responsabilité de personnes complices qui auraient facilité un écocide en conseillant ou subventionnant des activités dangereuses telles que les institutions financières ou les cabinets d’expertise environnementale.
L'initiative End Ecocide in Europe a recueilli au 20 janvier 2014 plus de 114 000 signatures, soit un nombre honorable de suffrages, mais elles ne lui ont pas permis d'engager son examen par la Commission européenne . Cette ICE a eu nénmoins pour résultat de diffuser largement la notion d'écocide et de sensibiliser aux besoins d'une justice internationale sur les questions de l'environnement. Elle a de plus permis de montrer en quoi la crainte de la loi et de ses sanctions pourrait induire une responsabilisation des multinationales et États, régulation indispensable pour mener vers plus de justice climatique, en Europe et dans le monde entier, au Nord comme au Sud. Ce mouvement a ainsi permis de donner naissance à d'autres initiatives touchant les associations de juristes internationaux et les mouvements de scientifiques, notamment en médecine.
Les initiateurs de End Ecocide se sont rassemblés en plusieurs mouvements et ont signé le 30 janvier 2014 la Charte de Bruxelles au sein du Parlement européen. Durant l'année 2014, ils ont élargi leur mouvement et lui ont donné en conséquence un nouveau nom : End Ecocide on Earth.

### Pays ayant criminalisé l'écocide
Dans les années 1990, plusieurs pays ajoutent la notion d’écocide à leur code pénal : en 1990, le Viêt Nam devient le premier État à introduire l’« écocide » dans la loi, en le définissant comme « un crime contre l'humanité commis par destruction de l’environnement naturel, en temps de paix comme en temps de guerre ». Depuis, une dizaine d’États ont intégré l'écocide à leur législation mais sans réelle application, parmi lesquels la Russie (l'article 358 du Code pénal définit cette infraction comme étant la « destruction massive de la vie végétale ou animale, de l’empoisonnement de l’atmosphère ou de l’eau, ainsi que d’autres actions qui pourraient causer une catastrophe écologique »), l’Ukraine (en faisant référence à la catastrophe nucléaire de Tchernobyl), l’Arménie et la Géorgie,.

### Demande de la Belgique d'inscrire le crime d'écocide dans le droit international
En décembre 2020, lors de l'assemblée des États parties au Statut de Rome, le gouvernement De Croo, par la voix de la ministre Sophie Wilmès, plaide pour que les membres examinent ultérieurement « la possibilité d’introduire les crimes dits d’“écocide” » dans le traité, et ainsi dans le droit international. La Belgique devient ainsi le premier pays européen à plaider pour étendre la compétence de la Cour pénale internationale au crime d’écocide.

### En France
En 2019, le groupe socialiste à l'Assemblée nationale émet une proposition de loi visant à reconnaître le crime d’« écocide », défini comme une « action concertée tendant à la destruction ou dégradation totale ou partielle d’un écosystème, en temps de paix comme en temps de guerre, de porter atteinte de façon grave et durable à l’environnement et aux conditions d’existence d’une population ». La proposition est rejetée, le gouvernement ayant émis un avis défavorable : la garde des Sceaux Nicole Belloubet met en cause un manque de précision dans la définition du crime d'écocide, ainsi que les notions « trop floues » de « dommages étendus, irréversibles et irréparables », et affirme que l'arsenal législatif existant punit déjà les « atteintes d'ampleur »,.
En France, le rapport rendu par la Convention citoyenne pour le climat le 19 juin 2020 propose l'insertion du crime d'écocide dans la Constitution. Cette demande est la deuxième, après une précédente ayant échoué en 2019 devant le Parlement. Selon la Convention,

« constitue un crime d’écocide, toute action ayant causé un dommage écologique grave en participant au dépassement manifeste et non négligeable des limites planétaires, commise en connaissance des conséquences qui allaient en résulter et qui ne pouvaient être ignorées. »

Ce terme pourrait ainsi permettre la sanction des acteurs ayant un comportement destructeur de l’environnement (gouvernements, entreprises, individuels, ONG). Il s’agit de pouvoir faire comparaître devant le juge pénal l’auteur ou les auteurs du crime de « dépassement des limites planétaires », afin que des magistrats déterminent si les limites ont été dépassées et si les agissements en cause constituent un crime d’écocide.
Cette proposition est critiquée par certains juristes. Selon Marta Torre-Schaub, dès lors que la notion de « limites planétaires » n’existe pas, se pose un problème pratique, à savoir celui de déterminer l'autorité qui va fixer ces limites : « La création de ce crime va donc de pair avec la mise en place, proposée par la convention, d’une nouvelle institution : la Haute Autorité des limites planétaires, chargée de fixer les seuils auxquels devront se référer les juges ». 
Alors que le gouvernement avait annoncé la création d'un délit d'écocide plutôt que d'un crime comme proposé par la Convention citoyenne pour le climat, il abandonne un temps ce projet après avoir rencontré une hostilité des organisations syndicales patronales (Medef, France Industrie, Afep). Mais finalement, ce délit d'écocide est créé par la loi portant lutte contre le dérèglement climatique et renforcement de la résilience face à ses effets, dite loi Climat et résilience, promulguée le 22 août 2021,.
Un premier dossier d’écocide, susceptible de rentrer dans le cadre de ce délit, est soumis en 2022 à la justice française, et instruit par le tribunal judiciaire de Marseille, à la suite d'une plainte déposée en novembre 2021. Ce dossier résulte de la construction et de la vente de maisons sur des sols fortement pollués par une ancienne blanchisserie industrielle de la petite commune de Grézieu-la-Varenne (Rhône). Les victimes sont défendues par l'avocate Louise Tschanz,.

### Église catholique
En 2015, le pape François propose dans l'encyclique Laudato si' d'inclure le « péché écologique » dans la liste des péchés capitaux. Il définit cela comme un crime d'écocide, et déclare « Nous devons introduire dans le Catéchisme de l’Église catholique le péché contre l’écologie, contre la Maison commune, parce que c’est un devoir ». Cela s'inscrit dans une démarche d'écologie intégrale.

### Filmographie
- Belo Monte, symbole d'un écocide (11 juillet 2014 - 18 juin 2015), reportage intégral sur le site de reportages d'information inumaginfo.com